# سوپرمایکرو
سوپرمایکرو (انگلیسی: Supermicro) شرکت فناوری اطلاعات آمریکایی است، که در سال ۱۹۹۳ تأسیس شد.